# Jonas Kjellberg (1858–1942)
För andra betydelser, se Jonas Kjellberg.
Jonas Henrik Reinhold C:son Kjellberg, i riksdagen kallad Kjellberg i Stockholm, född 6 januari 1858 i Göteborgs Kristine församling i Göteborg, död 24 maj 1942 i Oscars församling (Strandvägen 53) i Stockholm, var en svensk direktör, finansman och riksdagspolitiker.

## Biografi

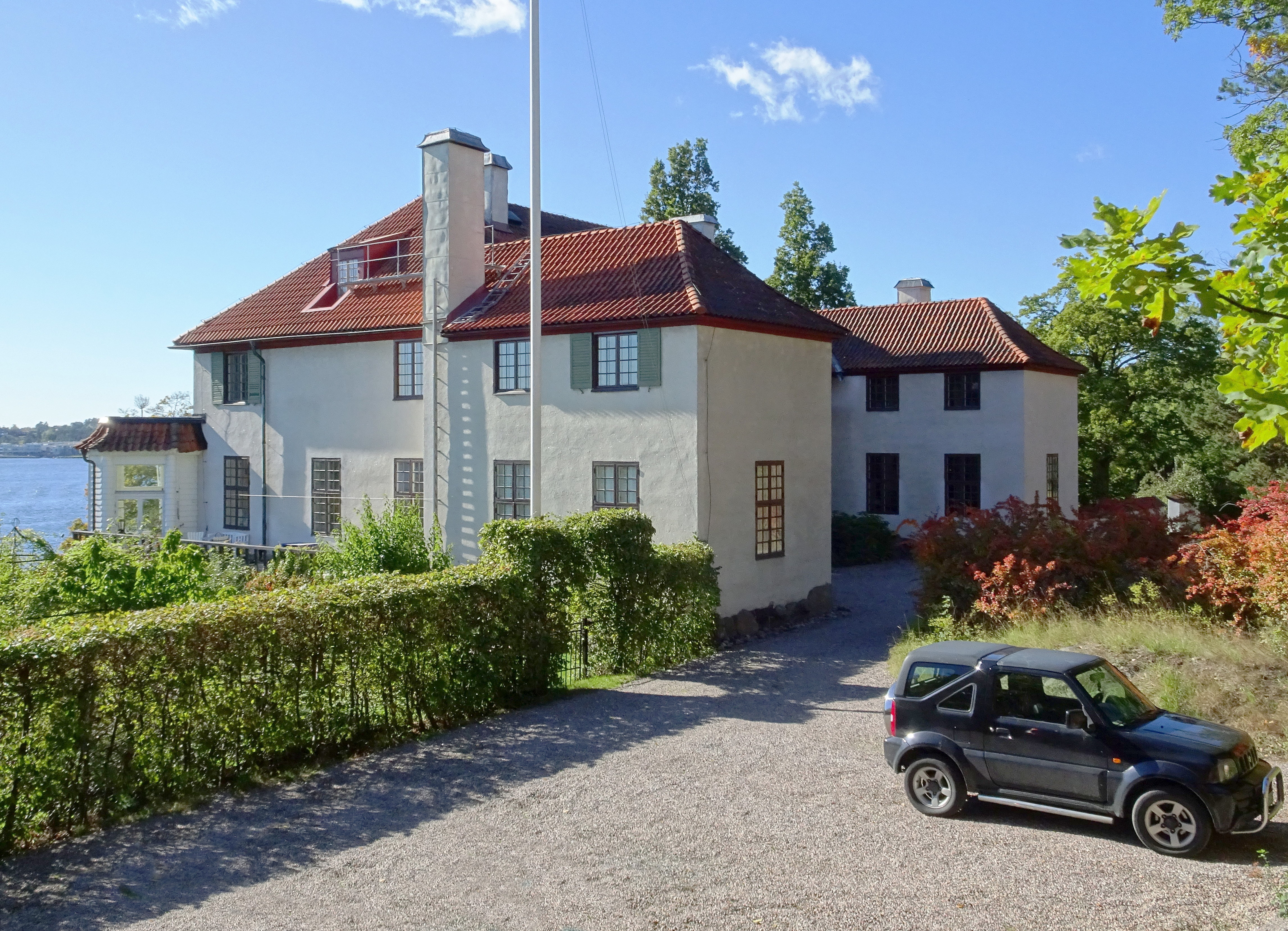
Kjellbergs Villa Elfviks udde, Lidingö.

Kjellberg tog 1878 examen som bergsingenjör vid Kungliga Tekniska högskolan och arbetade 1879-91 som ingenjör vid AB Bofors-Gullspång, och var ekonomisk disponent där 1892-93 samt 1894-96 som ensam chef. Hans familjs företag J.A. Kjellberg & Söner hade stora ägarintressen i AB Bofors-Gullspång. Kjellberg var suppleant i bolagsstyrelsen 1882-85 och ledamot 1886–1917. Han var verkställande direktör för det likaledes av fadern och efter dennes död syskonen ägda AB Rämen-Liljendahl från 1885 intill dess försäljning 1906. Åren 1897-99 var han kamrer på Jernkontoret och 1899 blev han styrelseledamot i Skandinaviska Kreditaktiebolaget, 1917-22 som styrelsens ordförande och blev samtidigt förste verkställande direktör vid dess kontor i Stockholm.
Kjellberg innehade även posten som ledamot i en rad andra industriföretag som Trafik AB Grängesberg-Oxelösund 1897-98 och 1901-21, varav som ordförande från 1918 och ordförande i Uddeholms AB. Han var ledamot i Mora-Vänerns och Nora Bergslags Järnvägs AB, Stora Kopparbergs Bergslags AB, AB Mölnbacka-Trysil, Strömsnäs Järnverks AB med flera. Kjellberg var styrelseordförande i Svenska Bankföreningen 1914-22, i Jernkontorets fullmäktige 1919-28, i styrelsen för Svenska Vattenkraftföreningen 1918-28, Skandinaviska Trämasseföreningens svenska sektion, Stockholms konserthuskommitté och Karlskoga sockens kommunal och fattigvårdsstyrelser. Han var ledamot av Järnvägsrådet 1908-32, Konungens Lagråd 1909-11, Riksdagens Första Kammare 1910-11, och av Statens Finansråd 1917-20, av fullmäktig för Pensionsförsäkringsfonden 1916-30, ledamot av styrelsen för Riksförsäkringsanstalten 1917-33, Statens Industrikommission 1914-18, Utrikesdepartementets Antagningskommission 1916-30, ordförande i Överstyrelsen för Livförsäkringsanstalten Trygg samt ledamot av Örebro Läns Landsting.
År 1920 blev Kjellberg förste hedersledamot av Ingenjörsvetenskapsakademien och var hedersledamot av Iron & Steel Institute samt tilldelades 1928 Jernkontorets stora guldmedalj. Han innehade Vetenskapsakademiens Linnémedalj. Kjellberg gjorde flera betydande donationer, bland annat 500 000 kronor till Stiftelsen Anna Kjellbergs minne som äger ett hem för obotligt sjuka i Jönköping samt 1 miljon kronor till grundandet av Göteborgs konstmuseum.

### Riksdagsman
Som riksdagsman var han ledamot av första kammaren 1910–1911, invald i Örebro läns valkrets. Partipolitiskt var han 1910 en högervilde och tillhörde 1911 det förenade högerpartiet.

### Familj
Kjellberg var son till riksdagsmannen och grosshandlaren Carl Kjellberg och Ingeborg Arnoldsson (1829–1885). Han var bror till August Kjellberg och Knut Kjellberg. Jonas Kjellberg gifte sig i Jönköping den 20 mars 1900 med Anna Maria Almqvist (född 27 mars 1875 i Jönköpings östra församling, Jönköping, död 4 mars 1917 i Rättvik men kyrkobokförd i Oscars församling, Stockholm), dotter till domänintendenten och riksdagsmannen Gustaf Almqvist och Jenny Maria Katarina Slettengren (1846–1909). Paret Kjellberg fick fyra barn: 
- Carl, född 1901. Bergsingenjör. Gift 26 april 1926 i Stockholm med Rut Sachs.
- Sigrid (1905–1908).
- Knut (1907–1960). Läkare. Gift 11 augusti 1934 i Lidingö med Barbara Martin.
- Karin (1912–2005). Gift 6 januari 1933 i Stockholm med Gösta Heuman (1900–1978).[5][7]

Efter 1911 bosatte de sig i den av Ragnar Östberg ritade Villa Elfviks udde på Lidingö.

## Utmärkelser
- Konung Gustaf V:s jubileumsminnestecken med anledning av 70-årsdagen, 1928.[8]
- Kommendör med stora korset av Nordstjärneorden, 6 juni 1918.[9]
- Kommendör av första klassen av Nordstjärneorden, 16 juni 1908.[10]
- Kommendör av andra klassen av Vasaorden, 24 januari 1908.[11]